# Hossein Fatemi
Hossein Fatemi (en persan : حسین فاطمی) est un homme politique iranien né à Na'in entre 1917 et 1919 et mort le 10 novembre 1954 à Téhéran.

## Biographie

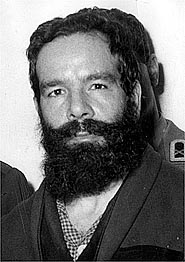
Hossein Fatemi, probablement en 1954.

Né dans une famille aristocrate féodale, Hossein Fatemi s'installe à Ispahan où il s'implique dans la publication d'un journal, "Bākhtar-e Emrouz". Critique caustique de la dynastie Pahlavi, il exprime ouvertement ses idées dans ses éditoriaux.
Il est nommé ministre des affaires étrangères dans le gouvernement de Mohammad Mossadegh, dont il sera l'allié. Il est arrêté après la chute de Mossadegh, condamné à mort et exécuté. Sa correspondance en captivité a été publiée. 